# Бэнк Юнайтед-центр
Бэнк Юнайтед-центр (англ. The BankUnited Center, официальное название Бэнк Юнайтед-центр университета Майами), многофункциональный комплекс, расположенный в кампусе Университета Майами в Корал-Гейблс (штат Флорида, США). Вместимость сооружения составляет 7972 человека. Арена предназначена для проведения концертов, семейных шоу, ярмарок, лекций, университетских мероприятий и спортивных соревнований, включая домашние матчи мужской и женской баскетбольных университетских команд. Само сооружение принадлежит университету, а управляется компанией Global Spectrum — подразделением Comcast Spectacor.
Арена была открыта в 2003 году и называлась University of Miami Convocation Center. До его строительства баскетбольные команды университета проводили свои домашние матчи в «Майами-арене», построенной в 1988 году.
Согласно изданию Venues Today, в 2006 году «Бэнк Юнайтед-центр» занял второе место по количеству концертов и мероприятий среди сооружений Флориды схожего размера.